# Alla fiera dell'est (album)
Alla fiera dell'est è il terzo album in studio di Angelo Branduardi, contenente, fra l'altro, la celebre canzone omonima. Nel 1976 questo album è stato insignito del premio della critica discografica italiana.
I brani sono tutti di Branduardi e i testi insieme alla moglie Luisa Zappa; gli arrangiamenti sono a cura di Maurizio Fabrizio.
Di questo album esistono una versione in francese (testi di Étienne Roda-Gil), in spagnolo ed una in inglese (testi di Peter Sinfield).

## Le canzoni
Alla fiera dell'est
Canzone che dà il titolo all'album; il brano è un adattamento di un canto pasquale ebraico dal titolo Chad Gadya, ed è stata utilizzata nella cover cantata dall'israeliano Shlomi Shabat, in uno spot per la compagnia telefonica Pelephone. Ha una curiosa somiglianza con la filastrocca inglese The House That Jack Built, pubblicata nel 1797.
Nel 1999 gli Ethnics Beats realizzarono un'omonima versione Italodance.
La favola degli aironi
Il vecchio e la farfalla
La canzone è ispirata da un proverbio orientale citato nel Milione di Marco Polo.
Canzone per Sarah
La serie dei numeri
La serie dei numeri è una ripresa d'un canto bretone, Ar Rannoù ("Le serie"'), contenuto nella raccolta Barzhaz Breizh.
Il dono del cervo
La canzone verrà ripresa nel libro di Walter Gatti Cosa sarà. La ricerca nella musica italiana.
Il funerale
Il testo della canzone è tratto da Franco Fortini, Foglio di via, Einaudi, Torino 1946 - precisamente da Consigli al morto (Da antichi canti funebri rumeni). Nella prima edizione è il secondo testo (senza indicazione di titolo); invece nella edizione del 1967 assume il titolo La sera si fa sera e dopo l'aggiunta di E tu pregali viene a costituire la terza parte della sezione. Il testo originale di Fortini viene leggermente modificato da Branduardi. La melodia riprende quella del brano tradizionale Henry Martin, già inciso, tra gli altri, da Joan Baez. Branduardi riutilizzerà la stessa melodia per la canzone Il lupo di Gubbio nell'album L'infinitamente piccolo.
L'uomo e la nuvola
È stato il brano di apertura dei concerti fino al 1980.
Sotto il tiglio
Il testo della canzone si basa su un lied medievale tedesco intitolato Unter der Linden, scritto da Walther von der Vogelweide.
Canzone del rimpianto
La melodia di questo brano verrà ripresa dallo stesso autore nel brano Bienvenue, contenuto nell'album La menace, versione francese di Domenica e lunedì.

## La copertina
»
(Cesare Monti, 2012)

## Tracce
Testi di Angelo Branduardi (con la partecipazione di Luisa Zappa), musica di Angelo Branduardi.
Lato A
1. Alla fiera dell'est – 5:22
2. La favola degli aironi – 3:43
3. Il vecchio e la farfalla – 2:54
4. Canzone per Sarah – 4:19
5. La serie dei numeri – 4:28

Durata totale: 20:46
Lato B
1. Il dono del cervo – 3:11
2. Il funerale – 8:06
3. L'uomo e la nuvola – 3:44
4. Sotto il tiglio – 2:52
5. Canzone del rimpianto – 3:00

Durata totale: 20:53

### Versione spagnola
- En la feria del este - inserito però nell'album per il mercato spagnolo Confesiones de un malandrin

## Versione francese (A la foire de l'est, 1978)

### Side 1
Testi di Angelo Branduardi (con la partecipazione di Luisa Zappa), musica di Angelo Branduardi, adattamento testi in francese di Étienne Roda-Gil.
1. A la foire de l'est – 5:23
2. Les hérons – 3:44
3. Le vieillard et l'hirondelle – 2:56
4. Chanson pour Sarah – 4:22
5. La série des nombres – 4:35

Durata totale: 21:00

### Side 2
1. Le don du cerf – 3:13
2. Funérailles – 8:08
3. L'homme et la nuée – 3:45
4. Sous le tilleul – 2:52
5. Loin de la frontière – 3:02

Durata totale: 21:00

## Versione inglese (Highdown Fair, 1978)

### Side 1
Testi di Angelo Branduardi (con la partecipazione di Luisa Zappa), musica di Angelo Branduardi, adattamento testi in inglese di Peter Sinfield.
1. Highdown Fair – 3:25
2. The Herons – 3:45
3. Old Men and Butterflies – 2:58
4. Lullabye to Sarah – 4:23
5. The Song of Eternal Numbers – 4:25

Durata totale: 18:56

### Side 2
1. The Stag – 3:15
2. The Funeral – 8:12
3. The Man and the Cloud – 3:45
4. Under the Lime Tree – 2:53
5. A Song of Regret – 3:05

Durata totale: 21:10

## Formazione
- Angelo Branduardi - voce, cori, chitarra, violino, ottavino, liuto
- Gianni Nocenzi - clarino, pianoforte, tastiera
- Mario Lamberti - percussioni
- Maurizio Fabrizio - chitarra, cori, liuto
- Gigi Cappellotto - basso
- Andy Surdi - batteria
- Bruno De Filippi - bouzouki, cuíca, benzo, sitar, armonica bassa
- Tiziana Botticini - arpa

Note aggiuntive:
- Musica di Angelo Branduardi
- Testi di Angelo Branduardi con la partecipazione di Luisa
- Arrangiamenti e direzione d'orchestra di Maurizio Fabrizio
- Collaborazione di Mario De Monte
- Produzione: Angelo Branduardi, Maurizio Fabrizio, David Zard (per la Luna Musica)
- Produttore esecutivo: Dory Zard
- Registrazioni effettuate alla Sax Records
- Tecnico del suono: A. Di Muro
- Missaggi effettuati alla Fonit Cetra
- Tecnico del suono: Plinio Kipling Chiesa
- Copertina di Cesare e Wanda Monti
- L'album è dedicato a Luisa e Sarah[5]